# Gare de Fontaine-Valmont
Pour les articles homonymes, voir Gare de Fontaine.
La gare de Fontaine-Valmont est une gare ferroviaire belge de la ligne 130A, de Charleroi à Erquelinnes (frontière), située à proximité du centre de Fontaine-Valmont section de la commune de Merbes-le-Château dans la province de Hainaut en région wallonne.
Elle est mise en service en 1879 par la Compagnie du Nord - Belge en 1854. C'est une halte ferroviaire de la Société nationale des chemins de fer belges (SNCB) desservie par des trains du réseau suburbain de Charleroi (trains S).

## Situation ferroviaire
Établie à 126 m d'altitude, la gare de Fontaine-Valmont est située au point kilométrique (PK) 21,80 de la ligne 130A, de Charleroi à Erquelinnes (frontière), entre les gares de Lobbes et de Labuissière.

## Histoire
La station de Fontaine-Valmont est mise en service, en 1879, par la Compagnie du Nord - Belge. Le bâtiment voyageurs est construit sur un plan type de la Compagnie, avec un corps central à un étage et trois ouvertures, et deux ailes sans étage et à deux ouvertures.

## Service des voyageurs

### Accueil
Halte SNCB, c'est un point d'arrêt non géré (PANG) à accès libre. Elle comporte deux quais avec abris.
La traversée des voies et le passage d'un quai à l'autre ce fait en empruntant la rue de l'église et l'escalier après le pont rue Albert 1er.

### Desserte
Fontaine-Valmont est desservie par des trains Suburbains (S) de la SNCB, qui effectuent des missions sur la ligne 130A Charleroi - Erquelinnes en tant que ligne S63 du RER de Charleroi (voir brochure SNCB de la ligne 130A).
En semaine, la desserte repose sur des trains S63 entre Erquelinnes et Charleroi-Central (toutes les heures) renforcés par trois trains P ou S63 supplémentaires d’Erquelinnes à Charleroi-Central (deux le matin, un l’après-midi) et trois trains S63 supplémentaires de Charleroi-Central à Erquelinnes (un le matin, deux l’après-midi).
Les week-ends et jours fériés, la desserte est uniquement constituée de trains S63 entre Maubeuge et Charleroi-Central circulant toutes les deux heures.

### Intermodalité
Un parc pour les vélos et un parking pour les véhicules y sont aménagés.

## Comptage voyageurs
Le graphique et le tableau montrent le nombre de passagers qui en moyenne embarquent durant la semaine, le samedi et le dimanche.
| Nombre de voyageurs qui embarquent à la gare de Fontaine-Valmont | Nombre de voyageurs qui embarquent à la gare de Fontaine-Valmont | Nombre de voyageurs qui embarquent à la gare de Fontaine-Valmont | Nombre de voyageurs qui embarquent à la gare de Fontaine-Valmont |
|                                                                  | Semaine                                                          | Samedi                                                           | Dimanche                                                         |
| ---------------------------------------------------------------- | ---------------------------------------------------------------- | ---------------------------------------------------------------- | ---------------------------------------------------------------- |
| 1977                                                             | 199                                                              | 59                                                               | 42                                                               |
| 1978                                                             | 199                                                              | 60                                                               | 30                                                               |
| 1979                                                             | 227                                                              | 80                                                               | 47                                                               |
| 1980                                                             | 183                                                              | 64                                                               | 38                                                               |
| 1981                                                             | 184                                                              | 66                                                               | 51                                                               |
| 1982                                                             | 195                                                              | 83                                                               | 59                                                               |
| 1983                                                             | 193                                                              | 44                                                               | 24                                                               |
| 1984                                                             | 180                                                              | 53                                                               | 25                                                               |
| 1985                                                             | 175                                                              | 38                                                               | 47                                                               |
| 1986                                                             | 175                                                              | -                                                                | 45                                                               |
| 1987                                                             | 131                                                              | -                                                                | 35                                                               |
| 1988                                                             | 149                                                              | -                                                                | 29                                                               |
| 1989                                                             | 199                                                              | -                                                                | 40                                                               |
| 1990                                                             | 134                                                              | -                                                                | 44                                                               |
| 1991                                                             | 128                                                              | -                                                                | 44                                                               |
| 1992                                                             | 132                                                              | 38                                                               | 43                                                               |
| 1993                                                             | 140                                                              | 37                                                               | 20                                                               |
| 1994                                                             | 159                                                              | 35                                                               | 37                                                               |
| 1995                                                             | 110                                                              | 32                                                               | 19                                                               |
| 1996                                                             | 107                                                              | 30                                                               | 21                                                               |
| 1997                                                             | 132                                                              | 34                                                               | 30                                                               |
| 1998                                                             | 121                                                              | 30                                                               | 20                                                               |
| 1999                                                             | 109                                                              | 32                                                               | 24                                                               |
| 2000                                                             | 122                                                              | 36                                                               | 20                                                               |
| 2001                                                             | 97                                                               | 28                                                               | 17                                                               |
| 2002                                                             | 100                                                              | 19                                                               | 26                                                               |
| 2003                                                             | 109                                                              | 20                                                               | 24                                                               |
| 2004                                                             | 97                                                               | 26                                                               | 18                                                               |
| 2005                                                             | 117                                                              | 32                                                               | 10                                                               |
| 2006                                                             | 111                                                              | 26                                                               | 15                                                               |
| 2007                                                             | 117                                                              | 26                                                               | 12                                                               |
| 2008                                                             | -                                                                | -                                                                | -                                                                |
| 2009                                                             | 110                                                              | 19                                                               | 21                                                               |
| 2010                                                             | -                                                                | -                                                                | -                                                                |
| 2011                                                             | -                                                                | -                                                                | -                                                                |
| 2012                                                             | 130                                                              | 27                                                               | 17                                                               |
| 2013                                                             | 116                                                              | 22                                                               | 18                                                               |
| 2014                                                             | 112                                                              | 30                                                               | 33                                                               |
| 2015                                                             | 107                                                              | 10                                                               | 40                                                               |
| 2016                                                             | 112                                                              | 27                                                               | 21                                                               |
| 2017                                                             | 101                                                              | 30                                                               | 15                                                               |
| 2018                                                             | 79                                                               | 25                                                               | 24                                                               |
| 2019                                                             | 78                                                               | 27                                                               | 26                                                               |
| 2020                                                             | 72                                                               | 28                                                               | 14                                                               |
| 2021                                                             | -                                                                | -                                                                | -                                                                |
| 2022                                                             | 76                                                               | 44                                                               | 40                                                               |
| 2023                                                             | 83                                                               | 31                                                               | 27                                                               |
| 2024                                                             | 77                                                               | 20                                                               | 12                                                               |